# Wiązkość
Wiązkość (ang. Toughness) zwana też energią pękania - stała materiałowa określająca podatność materiału na pękanie lub złamanie, odpowiadająca energii pochłanianej w czasie powstawania pękania niszczącego materiał wyrażana w J/m³.
Określa odporność materiału na rozprzestrzenianie się pęknięć. Materiały o wysokiej wiązkości mają zdolność odkształcenia plastycznego i przyjęcia energii. Przeciwieństwem wiązkości jest kruchość.
Oczywiste jest, że w przypadku hartowanych stali wysokowęglowych zawierających węgliki proeutektoidalne, odporność na kruche pękanie jest określana przez te cząstki, które sprzyjają tworzeniu się pustek lub inicjują pęknięcia. Duża klasa takich stopów ma mniej więcej taki sam, stosunkowo niski poziom ciągliwości (20 MPa · m1 / 2) po przekroczeniu przez twardość około 50 HRC, podczas gdy w przypadku stopów o niższej wytrzymałości twardość gwałtownie rośnie wraz z twardością (koncentracją węgla) zostaje zmniejszona. Wtrącenia niemetaliczne, rozpuszczony wodór i czynniki, takie jak rozmiar ziaren austenitu, mogą również wpływać na kruchość źle przetworzonych stali łożyskowych.

## Wiązkość a wytrzymałość
Wiązkość jest związana z obszarem pod krzywą wykresu naprężenie-odkształcenie. Aby materiał był wiązki, musi być zarówno mocny, jak i plastyczny. Na przykład kruche materiały (takie jak ceramika), które są mocne, ale o ograniczonej ciągliwości, nie są wiązkie. Bardzo plastyczne materiały o niskiej wytrzymałości również nie są twarde. Aby materiał był wiązki, powinien wytrzymywać zarówno wysokie naprężenia, jak i duże obciążenia. Ogólnie rzecz biorąc, siła wskazuje, jaką siłę może wytrzymać materiał, podczas gdy wytrzymałość wskazuje, ile energii materiał może pochłonąć przed pęknięciem.

## Jednostki
Wiązkość mierzona jest w dżulach na metr sześcienny (J/m³) w systemie SI oraz cal • funt-siła / cal sześcienny (in·lbf/in³) w jednostkach anglosaskich.

## Próby wiązkości
Wiązkość materiału można zmierzyć posiadając małą próbkę tego materiału. Typowa maszyna wytrzymałościowa wykorzystuje wahadło do uderzenia w próbkę z karbem o określonym przekroju i odkształcenia go. Wysokość, z której wahadło spadło, pomniejszona o wysokość, na jaką podniosło się po odkształceniu próbki, pomnożona przez ciężar wahadła, jest miarą energii pochłoniętej przez próbkę, która została odkształcona podczas uderzenia wahadłem. Testy udarności z karbem Charpy'ego i Izoda są typowymi testami ASTM stosowanymi do określenia udarności.